# Kim Clijsters
Kim Antonie Lode Clijsters (n. 8 iunie 1983 la Bilzen, Belgia) este o jucătoare profesionistă de tenis din Belgia . A câștigat 41 de turnee WTA în carieră, și a jucat cel puțin în semifinale la toate cele patru turnee de Mare Șlem, câștigând în trei rânduri Openul Statelor Unite și odată Openul Australian. A ocupat locul întâi mondial atât în clasamentul la simplu, cât și la dublu. S-a retras din activitate în 2007, la vârsta de 24 de ani, pentru a se dedica vieții personale. După puțin peste doi ani de pauză, a revenit în activitate în 2009 și a câștigat pentru a doua oară Openul Statelor Unite, devenind prima mamă care triumfă într-un turneu de Grand Slam de la Evonne Goolagong în 1980 și prima jucătoare care câștigă la New York din postura de invitată. În februarie 2020, aceasta revine a doua oara în circuitul profesionist, debutând la turneul de la Dubai, pierzând în primul tur cu Garbine Muguruza.

## Copilăria
Kim Clijsters s-a născut în Bilzen, un oraș din zona flamandă a Belgiei. Tatăl său, Lei Clijsters, a fost un fotbalist care a evoluat la echipe precum FC Bruges și Standard Liege, adunând 40 de selecții în echipa națională de fotbal a Belgiei. Lei Clijsters a decedat în 2009, din cauza unui cancer pulmonar. Mama lui Kim, Els Vandecaetsbeek, a practicat gimnastica, devenind campioană națională a Belgiei. Kim are o soră mai mică, Elke, aceasta practicând la rândul ei tenisul, dar retrăgându-se în 2004 din cauza unor accidentări.

## Cariera
La vârsta de 6 ani a început să practice tenisul la clubul Tennisdel din Genk. La 11 ani devine campioană națională la juniori și este remarcată de antrenorul Bart Van Kerckhoven, care o va pregăti până în anul 1996. În acest an, ajunge la școala de tenis Wilrijk din Antwerp unde îl întâlnește pe antrenorul Carl Maes care va deveni antrenorul ei până în iunie 2002.

### Junioratul
Debutează în turneele internaționale de juniori în 1997, la Florența unde se califică până în sferturile de finală. Primul trofeu îl obține în Slovacia, la un turneu de sală în februarie 1998, în același an mai jucând alte patru finale, una singură câștigată: Cupa Prințului, în decembrie, în Statele Unite ale Americii.

### 1999
În 1999, Kim Clijsters debutează în circuitul profesionist, primul său turneu fiind în țara sa natală, la Antwerp, unde ajunge până în sferturile de finală. La Wimbledon intră încă din calificări, dar ajunge pe tabloul principal unde este eliminată în turul patru de Steffi Graf. În același an, ajunge în turul trei la US Open, unde este învinsă de Serena Williams, pentru ca în toamnă să obțină primul său trofeu, la Luxemburg. Urmează apoi primul titlu la dublu, cucerit la Bratislava, unde a făcut pereche cu Laurence Courtois.

### 2000-2002
Începe anul 2000 cu un nou succes, câștigând turneul de la Hobart, pentru ca în martie 2001 să ajungă în prima finală a unui turneu din prima categorie, Indian Wells, unde este însă învinsă de Serena Williams. Tot în 2001 joacă și prima finală de Mare Șlem, la Roland Garros, însă pierde în fața americancei Jennifer Capriati cu 12-10 în setul decisiv. În 2002, se califică în semifinale la Australian Open, unde este eliminată de Capriati, dar la finalul anului ajunge în premieră la Turneul Campioanelor, pe care îl și câștigă, după ce le învinge printre altele pe Justine Henin și surorile Williams, Venus în semifinale și Serena în finală.

### 2003-2004
În 2003, Clijsters a câștigat nouă turnee la simplu și șapte la dublu, ajungând și în două finale de Mare Șlem, la Roland Garros și la US Open, ambele pierdute însă în fața lui Justine Henin. Urcă în premieră pe primul loc în clasamentul mondial, pe 9 noiembrie, dar până la finalul anului este depășită de Henin. Începutul lui 2004 îi aduce o nouă finală de Grand Slam, la Melbourne, dar tot compatrioata sa, Justine Henin, o învinge în ultimul act. La Indian Wells suferă o accidentare la încheietura mâinii stângi, și după o serie de operații a ratat aproape întreg sezonul, participând la un singur turneu între mai 2004 și februarie 2005.

### 2005
Ajunsă pe locul 133 în lume, Kim revine în circuit la Antwerp, în februarie, unde este învinsă în sferturi de Venus Williams. În martie-aprilie câștigă consecutiv turneele de la Indian Wells și Miami, unde învinge o serie de jucătoare din primele 10, între care Elena Dementieva sau Amelie Mauresmo, iar în finale dispune de Lindsay Davenport, respectiv Maria Șarapova și a reintrat între primele 20 de jucătoare în clasamentul WTA. În toamna anului 2005, Clijsters a câștigat primul turneu de Mare Șlem, Openul Statelor Unite, după ce pierduse patru finale în turneele majore. În finala la New York, Kim nu a avut nicio emoție, trecând de franțuzoaica Mary Pierce în două seturi și 65 de minute.

### 2006-2007
În ianuarie 2006 ajunge până în semifinalele Openului Australian, unde însă abandonează în disputa cu Amelie Mauresmo din cauza unei accidentări la gleznă. Revine în circuit după doar două săptămâni, la Antwerp, unde pierde finala. În vară ajunge în semifinale la Roland Garros și Wimbledon, învinsă de fiecare dată de Justine Henin, însă în august înainte să-și apere titlul la US Open, se accidentează din nou la mâna stângă, la un turneu la Montreal și are nevoie de o pauză de peste două luni pentru a se recupera. Revine abia în octombrie, când își apără titlul la Hasselt, în Belgia.
În 2007 se oprește din nou la un prag de finala Openului Australian, învinsă de Șarapova, după ce în sferturi trecuse de fostul lider mondial, Martina Hingis. Ajunge apoi în finală la Antwerp și în optimi la Miami, pentru ca în luna mai să fie învinsă în primul tur la Varșovia, de Julia Vakulenko din Ucraina. Acesta avea să fie ultimul ei meci până în august 2009.

### Retragerea și revenirea
Pe 6 mai 2007, Clijsters a anunțat că se retrage din activitate din cauza accidentărilor. Doi ani mai târziu, în 26 martie 2009, a declarat într-o conferință de presă că a primit invitații de a participa la turneele de la Cincinnati și Toronto, în august, și le va accepta, dorind să participe și la US Open.
A doua carieră a belgiencei a început la Cincinnati, unde le-a învins pe Marion Bartoli, locul 13 mondial, Patty Schnyder, locul 20 și pe Svetlana Kuznețova, locul 6 și deținătoarea titlului la Roland Garros, înainte să fie învinsă de liderul mondial, Dinara Safina, în sferturile de finală. La Toronto, a trecut în turul secund de Viktoria Azarenka, a noua jucătoare a lumii, însă a fost eliminată în runda a treia de Jelena Jankovic.
A primit o invitație pentru a evolua și la US Open, unde a trecut pe rând de Viktoria Kutuzova, Marion Bartoli și Kirsten Flipkens, pentru a o înfrunta în optimi pe Venus Williams. S-a impus în fața celei de-a treia jucătoare a lumii cu 6-0, 0-6, 6-4 iar în sferturi a trecut de chinezoaica Na Li în două seturi. În semifinale a învins-o pe Serena Williams, locul doi mondial și deținătoarea trofeului. Victoria a venit după ce Williams a fost penalizată când Clijsters avea minge de meci, pentru un conflict cu o arbitră de linie.
În finală a învins-o pe daneza Caroline Wozniacki, obținând a 14-a victorie consecutivă la US Open, unde nu mai jucase după victoria din 2005. Kim a devenit prima deținătoare a unui wild-card care triumfă la Openul Statelor Unite și prima mamă care se impune într-un Grand Slam după Evonne Goolagong, la Wimbledon în 1980.

### 2010-2011
Anul 2010 a început perfect pentru Clijsters, belgianca impunându-se în turneul de la Brisbane unde a fost desemnată principală favorită. În finală, ea a învins-o pe compatrioata Justine Henin, jucătoare revenită în circuit după o pauză de peste un an. La Openul Australian, Clijsters a fost eliminată în turul trei de rusoaica Nadia Petrova.
La Gala Premiilor Laureus, în luna martie, Clijsters a primit premiul pentru revenirea anului 2009. Începutul lunii aprilie a adus al 37-lea trofeu pentru belgiancă, învingătoare în turneul de la Miami pentru a doua oară în carieră, după succesul din 2005. În finală, Clijsters a trecut cu un categoric 6-2, 6-1 de Venus Williams.
O accidentare la mușchi a forțat-o să renunțe la aproape tot sezonul pe zgură și să rateze astfel participarea la Roland Garros. La Wimbledon a fost desemnată cap de serie numărul opt, și a învins-o în turul patru pe Justine Henin în trei seturi, dar apoi a cedat în sferturile de finală în fața viitoarei finaliste Vera Zvonareva. După o pauză de o lună, Clijsters a revenit în turneul de la Cincinnati la care s-a calificat în finală fără a ceda vreun set, trecând printre altele de foștii lideri mondiali Dinara Safina și Ana Ivanovic. În ultimul act, după ce a cedat primul set și a salvat trei mingi de meci, Clijsters a învins-o pe Maria Șarapova cu 2-6, 7-6(4), 6-2, urcând pe locul patru în clasamentul mondial.
La Openul Statelor Unite a fost desemnată cap de serie numărul doi. S-a calificat fără a ceda vreun set în sferturile de finală, deși între adversare au fost Petra Kvitová și Ana Ivanović. În sferturi a trecut în trei seturi de Samantha Stosur, repetând apoi performanța și în semifinale, în fața lui Venus Williams. Finala a fost fără istoric, Clijsters trecând în doar 59 de minute de Vera Zvonareva.
După turneul de la New York, Clijsters a luat o pauză, revenind abia în octombrie, la Turneul Campioanelor, competiție pe care a și câștigat-o, pentru a treia oară în carieră. în finală, a trecut de liderul mondial Caroline Wozniacki.
În ianuarie 2011, în Australia, a ajuns până în finala turneului de la Sydney, pierdută în fața chinezoaicei Na Li. La primul Grand Slam al anului, la Melbourne, a ajuns din nou în ultimul act, fără a ceda vreun set. Adversara în finală a fost din nou Na Li, de această dată câștig de cauză având Clijsters, în trei seturi. A fost primul ei succes în Openul Australian.
Luna februarie i-a adus lui Clijsters revenirea pe prima poziție a ierarhiei mondiale după aproape cinci ani. Kim a adunat suficiente puncte pentru a o detrona pe Caroline Wozniacki în urma calificării în semifinalele turneului de sală de la Paris.

## Viața personală
În decembrie 2003, Kim Clijsters, atunci în vârstă de 21 de ani, anunța pe site-ul personal de internet că a fost cerută în căsătorie de jucătorul australian de tenis Lleyton Hewitt, 23 de ani. Căsătoria celor doi era programată în Australia, în februarie 2005, urmată de o petrecere pentru prietenii apropiați la Castelul Saint-Paul din Lummen (Belgia). Cei doi se cunoscuseră în 2000, la Openul Australiei și își anunțaseră logodna după o croazieră romantică la Sydney.
După numai câteva luni, în octombrie 2004, tot pe site-ul personal, Kim anunța că cei doi s-au despărțit, nunta fiind anulată. Mesajul era scurt: "Kim și Lleyton au decis de comun acord să pună capăt relației lor din motive personale. Evident, nu se mai pune problema unei căsătorii", nedorind să explice motivul separării, singura precizare fiind că este vorba de ceva personal.
În octombrie 2006, Kim anunța logodna cu jucătorul american de baschet Brian Lynch care evoluează la echipa din orașul Bree. De asemenea, ea declara că se va retrage din tenis pentru întemeierea unei familii. În iulie 2007, tatăl ei a declarat că fiica sa este însărcinată, urmând să devină mamă la începutul lui 2008. Pe 27 februarie 2008, Kim a dat naștere unei fete, pe care a botezat-o Jada Ellie.

## Rezultate

### Turnee câștigate
| Legenda                  |
| Grand Slam (4)           |
| Turneul Campioanelor (3) |
| Turneu categoria I (7)   |
| WTA Tour (27)            |

#### La simplu (41)
| Nr. | Data          | Turneu                                 | Suprafață       | Adversară în finală  | Scor           |
| 1.  | 20 sept. 1999 | Luxemburg, Luxemburg                   | sintetic indoor | Dominique Monami     | 6-2 6-2        |
| 2.  | 10 ian. 2000  | Hobart, Australia                      | ciment          | Chanda Rubin         | 2-6 6-2 6-2    |
| 3.  | 30 oct. 2000  | Leipzig, Germania                      | sintetic indoor | Elena Likhovțeva     | 7-6 4-6 6-4    |
| 4.  | 23 iul. 2001  | Stanford, SUA                          | ciment          | Lindsay Davenport    | 6-4 6-7 6-1    |
| 5.  | 24 sept. 2001 | Leipzig, Germania                      | sintetic indoor | Magdalena Maleeva    | 6-1 6-1        |
| 6.  | 22 oct. 2001  | Luxemburg, Luxemburg                   | ciment indoor   | Lisa Raymond         | 6-2 6-2        |
| 7.  | 29 apr. 2002  | Hamburg, Germania                      | zgură           | Venus Williams       | 1-6 6-3 6-4    |
| 8.  | 7 oct. 2002   | Stuttgart, Germania                    | ciment indoor   | Daniela Hantuchová   | 4-6 6-3 6-4    |
| 9.  | 21 oct. 2002  | Luxemburg, Luxemburg                   | ciment indoor   | Magdalena Maleeva    | 6-1 6-2        |
| 10. | 4 nov. 2002   | Turneul Campioanelor, Los Angeles, SUA | ciment indoor   | Serena Williams      | 7-5 6-3        |
| 11. | 6 ian. 2003   | Sydney, Australia                      | ciment          | Lindsay Davenport    | 6-4 6-3        |
| 12. | 3 mar. 2003   | Indian Wells, SUA                      | ciment          | Lindsay Davenport    | 6-4 7-5        |
| 13. | 12 mai 2003   | Roma, Italia                           | zgură           | Amelie Mauresmo      | 3-6 7-6 6-0    |
| 14. | 16 iun. 2003  | 's-Hertogenbosch, Olanda               | iarbă           | Justine Henin        | 6-7 3-0 Ret    |
| 15. | 21 iul. 2003  | Stanford, SUA                          | ciment          | Jennifer Capriati    | 4-6 6-4 6-2    |
| 16. | 4 aug. 2003   | Los Angeles, SUA                       | ciment          | Lindsay Davenport    | 6-1 3-6 6-1    |
| 17. | 6 oct. 2003   | Stuttgart, Germania                    | ciment indoor   | Justine Henin        | 5-7 6-4 6-2    |
| 18. | 20 oct. 2003  | Luxemburg, Luxemburg                   | ciment indoor   | Chanda Rubin         | 6-2 7-5        |
| 19. | 3 nov. 2003   | Turneul Campioanelor, Los Angeles, SUA | ciment indoor   | Amelie Mauresmo      | 6-2 6-0        |
| 20. | 9 feb. 2004   | Paris, Franța                          | sintetic indoor | Mary Pierce          | 6-2 6-1        |
| 21. | 16 feb. 2004  | Antwerp, Belgia                        | sintetic indoor | Silvia Farina Elia   | 6-3 6-0        |
| 22. | 7 mar. 2005   | Indian Wells, SUA                      | ciment          | Lindsay Davenport    | 6-4 4-6 6-2    |
| 23. | 23 mar. 2005  | Miami, SUA                             | ciment          | Maria Șarapova       | 6-3 7-5        |
| 24. | 13 iun. 2005  | Eastbourne, Anglia                     | iarbă           | Vera Dușevina        | 7-5 6-0        |
| 25. | 31 iul. 2005  | Stanford, SUA                          | ciment          | Venus Williams       | 7-5 6-2        |
| 26. | 14 aug. 2005  | Los Angeles, SUA                       | ciment          | Daniela Hantuchová   | 6-4 6-1        |
| 27. | 21 aug. 2005  | Toronto, Canada                        | ciment          | Justine Henin        | 7-5 6-1        |
| 28. | 10 sept. 2005 | US Open, SUA                           | ciment          | Mary Pierce          | 6-3 6-1        |
| 29. | 2 oct. 2005   | Luxemburg, Luxemburg                   | ciment indoor   | Anna-Lena Groenefeld | 6-2 6-4        |
| 30. | 30 oct. 2005  | Hasselt, Belgia                        | sintetic indoor | Francesca Schiavone  | 6-2 6-3        |
| 31. | 7 mar. 2006   | Varșovia, Polonia                      | zgură           | Svetlana Kuznețova   | 7-5 6-2        |
| 32. | 30 iul. 2006  | Stanford, SUA                          | ciment          | Patty Schnyder       | 6-4 6-2        |
| 33. | 5 nov. 2006   | Hasselt, Belgia                        | sintetic indoor | Kaia Kanepi          | 6-3 3-6 6-4    |
| 34. | 12 ian. 2007  | Sydney, Australia                      | ciment          | Jelena Janković      | 4-6 7-6(1) 6-4 |
| 35. | 13 sept. 2009 | US Open, SUA                           | ciment          | Caroline Wozniacki   | 7-5 6-3        |
| 36. | 9 ian. 2010   | Brisbane, Australia                    | ciment          | Justine Henin        | 6-3 4-6 7-6(6) |
| 37. | 3 apr. 2010   | Miami, SUA                             | ciment          | Venus Williams       | 6-2 6-1        |
| 38. | 15 aug. 2010  | Cincinnati, SUA                        | ciment          | Maria Șarapova       | 2–6 7–6(4) 6–2 |
| 39. | 13 sept. 2010 | US Open, SUA                           | ciment          | Vera Zvonareva       | 6-2 6-1        |
| 40. | 31 oct. 2010  | Turneul Campioanelor, Doha, Qatar      | ciment          | Caroline Wozniacki   | 6-3 5-7 6-3    |
| 41. | 29 ian. 2011  | Australian Open, Melbourne, Australia  | ciment          | Na Li                | 3-6 6-3 6-3    |

#### La dublu (11)
| Nr. | Data         | Turneu        | Parteneră                   | Adversare în finală                                        | Scor        |
| 1.  | 27 oct. 1999 | Bratislava    | Laurence Courtois (Belgia)  | Olga Barabanșikova (Belarus) / Lilia Osterloh (SUA)        | 6-2 3-6 7-5 |
| 2.  | 21 mar. 2000 | Antwerp       | Sabine Appelmans (Belgia)   | Jennifer Hopkins (SUA) / Petra Rampre (Slovenia)           | 6-1 6-1     |
| 3.  | 12 aug. 2002 | Los Angeles   | Jelena Dokic (Serbia)       | Daniela Hantuchová (Slovacia) / Ai Sugiyama (Japonia)      | 6-3 6-3     |
| 4.  | 27 oct. 2002 | Luxemburg     | Janette Husarova (Slovacia) | Kveta Peschke (Cehia) / Barbara Rittner (Germania)         | 4-6 6-3 7-5 |
| 5.  | 12 ian. 2003 | Sydney        | Ai Sugiyama (Japonia)       | Conchita Martinez (Spania) / Rennae Stubbs (Australia)     | 6-3 6-3     |
| 6.  | 16 feb. 2003 | Antwerp       | Ai Sugiyama (Japonia)       | Nathalie Dechy / Emilie Loit (Franța)                      | 6-2 6-0     |
| 7.  | 2 feb. 2003  | Scottsdale    | Ai Sugiyama (Japonia)       | Lindsay Davenport / Lisa Raymond (SUA)                     | 6-1 6-4     |
| 8.  | 8 iun. 2003  | Roland Garros | Ai Sugiyama (Japonia)       | Virginia Ruano Pascual (Spania) / Paola Suarez (Argentina) | 6-7 6-2 9-7 |
| 9.  | 6 iul. 2003  | Wimbledon     | Ai Sugiyama (Japonia)       | Virginia Ruano Pascual (Spania) / Paola Suarez (Argentina) | 6-4 6-4     |
| 10. | 3 aug. 2003  | San Diego     | Ai Sugiyama (Japonia)       | Lindsay Davenport / Lisa Raymond (SUA)                     | 6-4 7-5     |
| 11. | 19 oct. 2003 | Zürich        | Ai Sugiyama (Japonia)       | Virginia Ruano Pascual (Spania) / Paola Suarez (Argentina) | 7-6 6-2     |

### Finale pierdute (19)
| - 1999: Bratislava (învinsă de Amélie Mauresmo) - 2000: Filderstadt (învinsă de Martina Hingis) - 2001: Indian Wells (învinsă de Serena Williams) - 2001: Roland Garros (învinsă de Jennifer Capriati) - 2001: 's-Hertogenbosch (învinsă de Justine Henin) - 2002: Stanford (învinsă de Venus Williams) - 2002: Tokyo (învinsă de Serena Williams) - 2003: Antwerp (învinsă de Venus Williams) - 2003: Scottsdale (învinsă de Ai Sugiyama) - 2003: Berlin (învinsă de Justine Henin) | - 2003: Roland Garros (învinsă de Justine Henin) - 2003: San Diego (învinsă de Justine Henin) - 2003: US Open (învinsă de Justine Henin) - 2004: Australian Open (învinsă de Justine Henin) - 2006: Antwerp (învinsă de Amélie Mauresmo) - 2006: San Diego (învinsă de Maria Șarapova) - 2007: Antwerp (învinsă de Amélie Mauresmo) - 2011: Sydney (învinsă de Na Li) - 2011: Paris-Coubertin (învinsă de Petra Kvitova) |